# ريبيكا داغوستينو
ريبيكا داغوستينو (بالإنجليزية: Rebecca D'Agostino)‏ هي مدربة كرة قدم ولاعبة كرة قدم مالطية، ولدت في 15 أكتوبر 1982 في مالطا. شاركت مع منتخب مالطا لكرة القدم للسيدات. أما مع النوادي، فقد لعبت مع نادي موستا ‏.